# Scuola di Amministrazione Aziendale
La Scuola di Amministrazione Aziendale (SAA) è un istituto di formazione universitaria di Torino, specializzato in corsi di laurea e Master di I livello nel campo del Management. La sede è situata nel quartiere torinese di Nizza Millefonti, nell'area di Italia '61.

## Storia
Nel 1957 venne fondata la prima Scuola di Amministrazione Industriale (SAI) dal professore Federico Maria Pacces, con il contributo delle maggiori imprese industriali torinesi, soprattutto della allora fabbrica FIAT. La nascita della SAI rappresentò una delle prime e più importanti cooperazioni tra il mondo accademico e quello industriale, con lo scopo di educare e formare le future generazioni di manager italiani, con l'ottenimento di un certo prestigio nel settore, soprattutto nel periodo del boom economico italiano degli anni sessanta, e culminante con l'esposizione internazionale del lavoro di Torino nel 1961.

Nel Dicembre 1974 poi, la SAI cambia denominazione in Scuola di Amministrazione Aziendale (SAA) e decide di legarsi all'Università degli Studi di Torino. In quegli anni la SAA fu l'unica business school italiana a:
- Appartenere all'ordine universitario
- Operare a Torino, città simbolo dell'industria italiana
- Introdurre corsi accademici basati sulle reali necessità del mondo imprenditoriale

### L'attacco terroristico del dicembre 1979

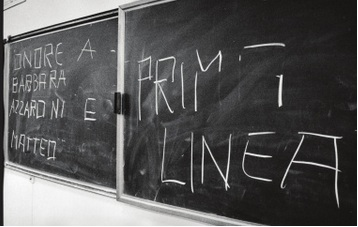
Scritta su una lavagna della SAA, dopo l'attentato.

Il pomeriggio dell'11 dicembre 1979, in pieno periodo di contestazione socio-politica-sindacale, e nel più ampio contesto storico del terrorismo italiano denominato "anni di piombo", un commando dell'organizzazione armata Prima Linea irruppe nell'istituto e tenne in ostaggio un centinaio di studenti; un secondo gruppo armato scelse cinque professori e cinque studenti del Master e li gambizzò con 2 pallottole ciascuno. Gli assalitori riuscirono a dileguarsi prima dell'arrivo delle forze di polizia.
Questo episodio fu ricordato nella terza parte della miniserie televisiva "Gli anni spezzati", trasmessa su Rai 1 nel 2014.
Nel Gennaio 2013, la SAA fu rinominata SAA S.c.ar.l, con l'obiettivo di rafforzare il legame con l'ateneo torinese e realizzare nuovi progetti accademici con le maggiori aziende nazionali, come FCA e Intesa Sanpaolo, e internazionali, come PWC.

## Campus

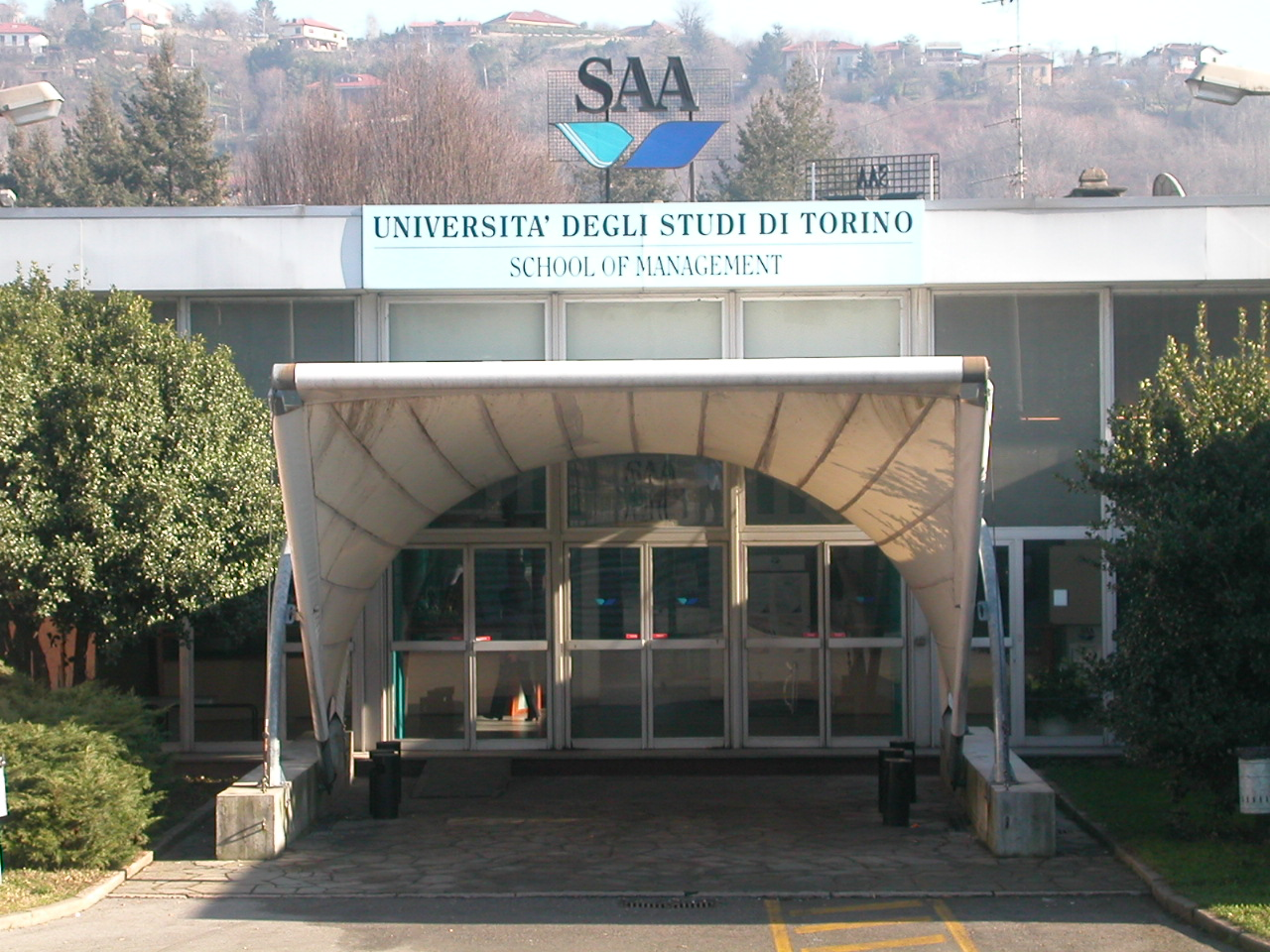
Ingresso

Il campus della SAA, con ingresso da Via Ventimiglia 115, si trova di fianco al Palazzo a Vela, all'interno del giardino Giuseppe Levi. L'edificio principale ospita numerose aule, un'aula magna, un ristorante, una biblioteca e il centro linguistico.

## Programmi accademici

### Corsi di Laurea
La SAA offre un corso di laurea triennale in “Management dell'informazione e della comunicazione aziendale” in cui vengono impartite lezioni che spaziano dal Diritto privato alla Finanza. Dal secondo anno gli studenti devono scegliere una terza lingua da apprendere tra Francese, Spagnolo e Tedesco. Alla fine del corso, l'università permette agli studenti di svolgere diversi stage con aziende nazionali e internazionali. Inoltre, offre borse di studio, in collaborazione con l'Università degli Studi di Torino, agli studenti più meritevoli per aiutarli a sostenere le tasse universitarie.
Inoltre viene erogato il corso Business & Management, facente parte dell'Università di Torino, erogato totalmente in lingua inglese.

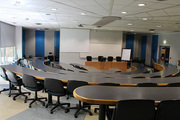
Una delle aule dove si svolgono i Master.

### Master di I livello
La SAA offre un Master in business administration (MBA Executive). Questo master è indirizzato ai top manager già al vertice delle loro carriere che intendono dare un impulso alla competitività della loro impresa.
Nonostante il costo non elevato rispetto ad altri Master erogati da altre business school italiane, l'MBA erogato dalla SAA si colloca tra i primi posti per qualità e percentuale di impiego dopo il conseguimento di quest'ultimo.

## Servizi agli studenti

### Biblioteca

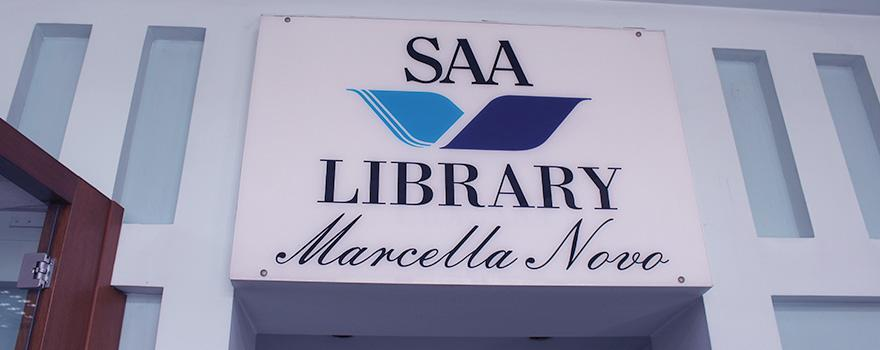
Biblioteca "Marcella Novo"

La biblioteca della SAA è intitolata alla figura di Marcella Novo, prima donna in Italia a ricoprire la carica di Amministratore Delegato in un importante multinazionale.
La biblioteca riveste un ruolo di primo piano nella formazione degli studenti, garantendogli accesso a numerosi libri e pubblicazioni inerenti al corso di laurea, e fornendo loro anche altri materiali come test e dispense di altri anni accademici.

### Associazione Alunni SAA
Formalmente denominata “Studenti, laureati, diplomati e master della Scuola di Amministrazione Aziendale dell'Università degli Studi di Torino”, questa associazione riunisce rappresentanti di tutti gli organi della scuola, permettendo agli studenti di comunicare tra loro, con il corpo docenti e con l'organo amministrativo.
All'inizio di ogni anno accademico vengono eletti dei rappresentanti per ogni anno di corso. Queste persone avranno il compito di rappresentare tutti gli studenti del proprio anno accademico nei rapporti con gli figure accademiche, eventualmente esponendo problemi e proponendo progetti.

### Centro linguistico SAC
Un'importante struttura disponibile per gli studenti alla SAA è il Self-Access Language Learning Centre (SAC). È un laboratorio multimediale utilizzato da coloro che vogliono migliorare la loro conoscenza in una delle lingue insegnate alla SAA: Inglese, Francese, Tedesco e Spagnolo. Sono disponibili all'interno del laboratorio diverse postazioni multimediali dove gli interessati possono ascoltare CD o guardare film in lingua straniera; in alternativa è possibile usufruire dei numerosi libri didattici e non.
Il SAC aiuta anche gli studenti a preparare diversi certificati internazionali come il BEC.

### Servizi informatici
Così come l'Università di Torino, anche la SAA si avvale di una piattaforma di e-learning (Moodle) per permettere ai professori di comunicare facilmente e velocemente con gli studenti del loro corso. Su questa piattaforma viene pubblicato materiale didattico come dispense, appunti della lezione o test online da svolgere in preparazione di un esame. Inoltre grazie alla mail universitaria, basata su Google Workspace, vengono comunicati agli studenti i più importanti fatti amministrativi o eventi della SAA e dell'Università di Torino.
Il campus è interamente coperto da Wifi libero e gratuito ed all'interno della struttura è presente un laboratorio di informatica con a disposizione degli studenti numerose postazioni pc.

## Internazionalità
La SAA ospita un discreto numero di studenti stranieri, la maggior parte dei quali provenienti da stati Europei grazie al progetto Erasmus+, così come dagli Stati Uniti grazie al progetto USAC.